# Esplosione di gas a Varsavia del 1979
L'esplosione all'ufficio Rotunda della PKO Bank Polski a Varsavia avvenne il 15 febbraio 1979, alle 12:37 del pomeriggio, e provocò 49 morti e 135 feriti. Secondo le fonti ufficiali, la tragedia era stata provocata da una fuga di gas, ma nel corso del tempo sono incominciate a trapelare diverse speculazioni, e i cittadini di Varsavia hanno discusso tra loro sulla presunta deflagrazione di una bomba posta all'interno dell'edificio.

## Contesto
L'inverno tra il 1978 e il 1979 fu molto rigido in Polonia, e a causa delle temperature estreme e alle pesanti nevicate fu chiamato "l'inverno del secolo". I trasporti del Paese restavano fermi, negli appartamenti mal riscaldati la temperatura raggiungeva la minima di 7 °C, l'umore della popolazione era molto basso, e il poeta varsaviano Tomasz Jastrun, che possedeva un diario, disse: "Le persone aspettavano dei cambiamenti. Erano convinte che la loro situazione avrebbe avuto una fine, e qualcosa sarebbe accaduto. Prima del cambiamento, il popolo diceva che ci sarebbero stati dei segnali. Uno di questi era l'esplosione del Rotunda”. Il satirista Michał Ogórek disse che l'esplosione era un riflesso di quel periodo cupo, caotico e freddo della storia polacca.

## Esplosione
Il 15 febbraio 1979, alle 12:37, la filiale della banca PKO nel Rotunda, nel centro della città all'intersezione tra la ulica Marszałkowska e la Aleje Jerozolimskie, era ancora colma di persone. L'esplosione avvenne venti minuti dopo la fine del primo turno di lavoro. In quel momento, vi erano 170 impiegati e circa 300 clienti.  All'improvviso, come affermato dai testimoni, il Rotunda saltò in aria come una bolla di sapone, e si ruppe in mille pezzi. Tutte le pareti di vetro furono frantumate e migliaia di pezzi di vetro caddero sui marciapiedi. All'interno dell'edificio, i pavimenti collassarono nel seminterrato. L'esplosione fu così forte che venne sentita da migliaia di varsaviani.
I soccorsi iniziarono a cercare subito le persone sepolte sotto le macerie. L'ultimo superstite venne trovato tre ore dopo l'esplosione, ma circa duemila lavoratori continuarono a cercare per altri sette giorni. La costruzione dell'edificio, realizzata in cemento armato, cadde verso l'interno creando un cratere. Tra i sopravvissuti vi erano due addette alla cassaforte della banca. La stessa cassaforte, situata nel seminterrato, era rimasta intatta.

## Operazioni di ricerca e soccorso
La posizione centrale del Rotunda nella città rese possibile un intervento immediato di ricerca e soccorso, al quale presero parte più di duemila persone sotto il comando di Edward Gierski dei vigili del fuoco. Giorno dopo giorno, vennero scoperti nuovi corpi dalle rovine: il 17 febbraio, furono trovate quattro vittime e altre due il 19 febbraio. Oltre ai vigili del fuoco e ai paramedici, anche i passanti diedero il loro aiuto. Il sangue per le trasfusioni venne donato ad un ufficio medico temporaneo, situato al vicino Hotel Forum (oggi Novotel Warszawa Centrum), e ne furono raccolti centinaia di litri. Il ristorante Zodiak offrì pasti caldi ai soccorritori. I testimoni rimasero sotto choc per le scene terrificanti viste all'interno del Rotunda. La folla si riunì intorno all'edificio, e il luogo dell'esplosione fu delimitato dalla polizia.
Un giornalista dell'Express Wieczorny arrivò sul posto pochi minuti dopo l'incidente, e in un articolo del giornale venne scritto:

## Causa dell'esplosione

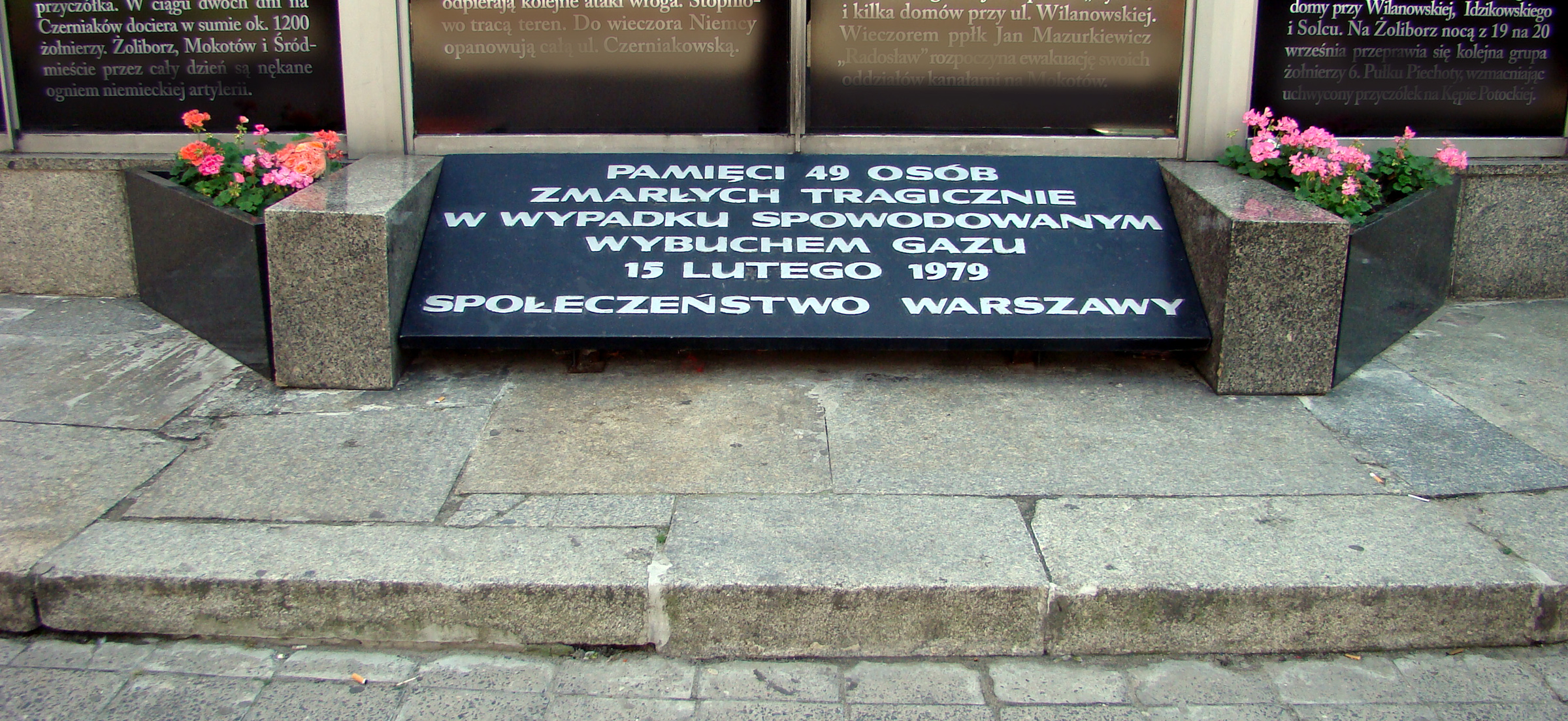
Targa commemorativa per le vittime dell'esplosione.

Subito dopo l'esplosione, cominciarono a circolare voci e speculazioni sulle possibili cause. I giornali di Varsavia parlarono dell'incidente, ma la popolazione, abituata alla propaganda del regime, non credette ad alcuna dichiarazione ufficiale. Molto diffusa era l'idea di una bomba posizionata dal principale cassiere della banca, che si era appropriato indebitamente di grandi somme di denaro e aveva provocato l'esplosione per distruggere tutte le prove. Una teoria simile vedeva come responsabili alcuni membri del Partito Operaio Unificato Polacco che avevano rubato centinaia di milioni di złoty.
Un'altra ipotesi era quella di alcuni ladri che avrebbero cercato di accedere alla cassaforte nei sotterranei da un tunnel della ferrovia. Loro avrebbero piazzato la bomba in modo da aprire il muro della cassaforte ma calcolando male la sua potenza. Il satirista Michał Ogórek ha affermato che le persone stavano anche pensando ad una cospirazione interna al partito, mirata a Edward Gierek e al suo gabinetto. Danuta Szmit-Zawierucha, autore di numerosi libri su Varsavia, ha confermato questa speculazione: “La popolazione diceva che il Rotunda venne fatto esplodere dagli stessi comunisti". Un'altra versione vedeva come mandante dell'esplosione una misteriosa organizzazione anti-comunista.
La vera causa dell'esplosione fu in realtà una fuga di gas proveniente da una tubatura danneggiata situata sotto il marciapiede. Il gas entrò in un collegamento telefonico sotterraneo e raggiunse le fondamenta del Rotunda. L'acqua gelata e la neve ostruirono tutte le ventole per l'aerazione, e in queste circostanze, sarebbe bastata una scintilla o l'accensione di una lampadina nei sotterranei per provocare una potente esplosione. Lo stesso Rotunda non aveva tubature del gas. La temperatura bassa portò alla condensa della sostanza odorante, e nessuno venne avvisato di una fuga di gas.
Molte persone, tuttavia, non credono ancora a questa versione. Anche Edward Gierski, che guidò le operazioni di ricerca e soccorso, dubita:

## Vittime e conseguenze

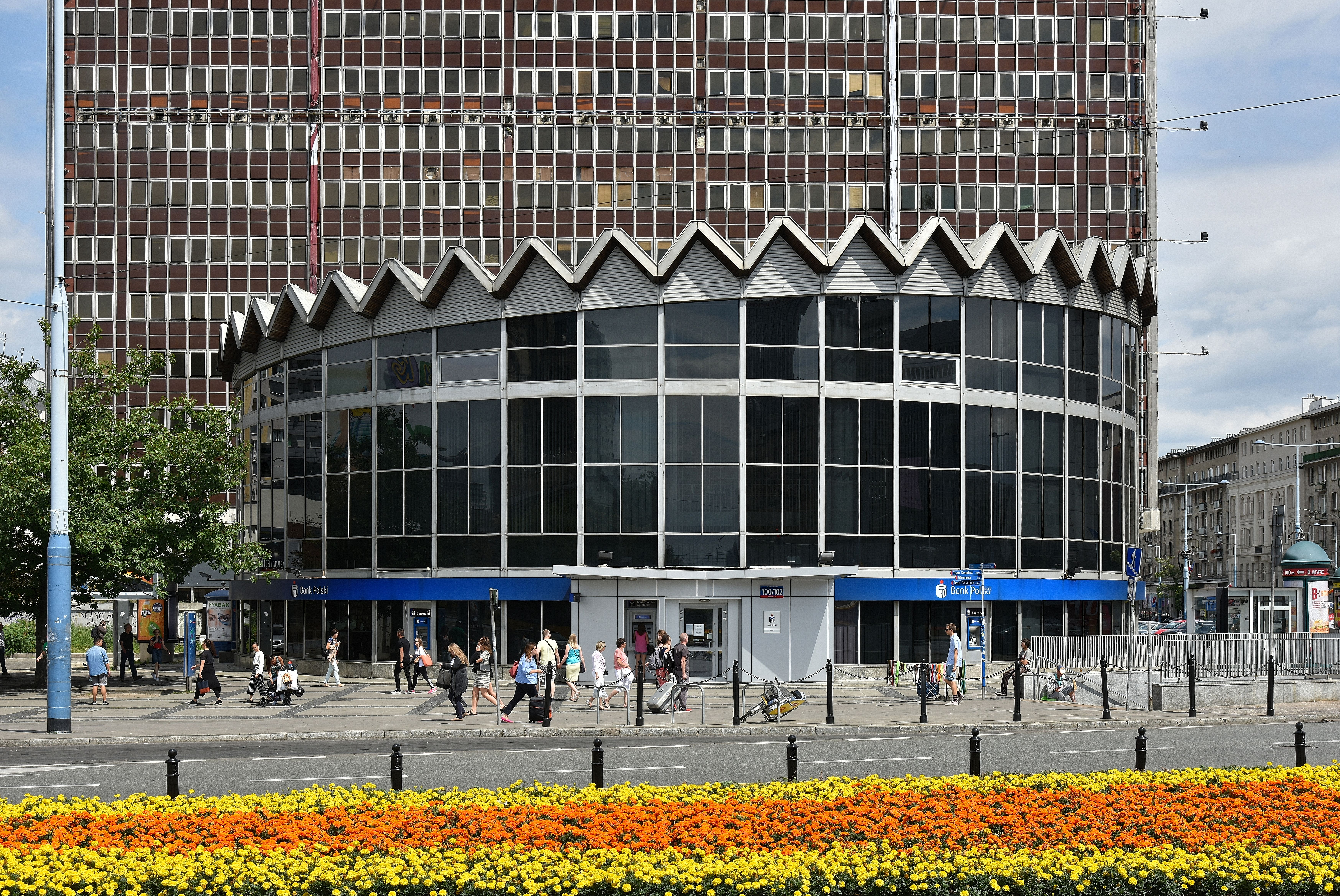
Il PKO Rotunda nel 2016.

In tutti i giornali di Varsavia venne pubblicata una lista delle vittime, e giunsero condoglianze da Edward Gierek dal segretario del PCUS Leonid Brežnev. Ogni anno, in occasione dell'anniversario dell'esplosione, la PKO Bank Polski organizza una celebrazione speciale al quale partecipano le famiglie delle vittime, le autorità di Varsavia e gli amministratori della banca. Sulla parte nord del complesso è stata posta una placca commemorativa.
Il Rotunda rimase distrutto per il 70%, e la decisione di ricostruirlo venne annunciata non prima del 17 febbraio. Il governo polacco lo vide come una priorità e ogni giorno centinaia di operai pulirono il sito per iniziare la ricostruzione. Inizialmente la riapertura era stata fissata per il 22 luglio 1979, all'epoca una festa nazionale. Il progetto fu supervisionato dal co-progettista dell'edificio originale, l'architetto Piotr Zajlich, che introdusse diversi cambiamenti strutturali, inclusa la cablatura e l'uso degli uffici. Il Rotunda venne ufficialmente riaperto verso la fine di ottobre del 1979, ma molti dei sopravvissuti all'esplosione scelsero di non tornare a lavorare in quell'edificio. I familiari delle vittime ricevettero un compenso finanziario pari al prezzo dell'epoca di una Fiat 126.